# Eastern Car Company
Die Eastern Car Company war eine kanadische Wagenbauanstalt in Trenton bei New Glasgow, Nova Scotia.

## Geschichte

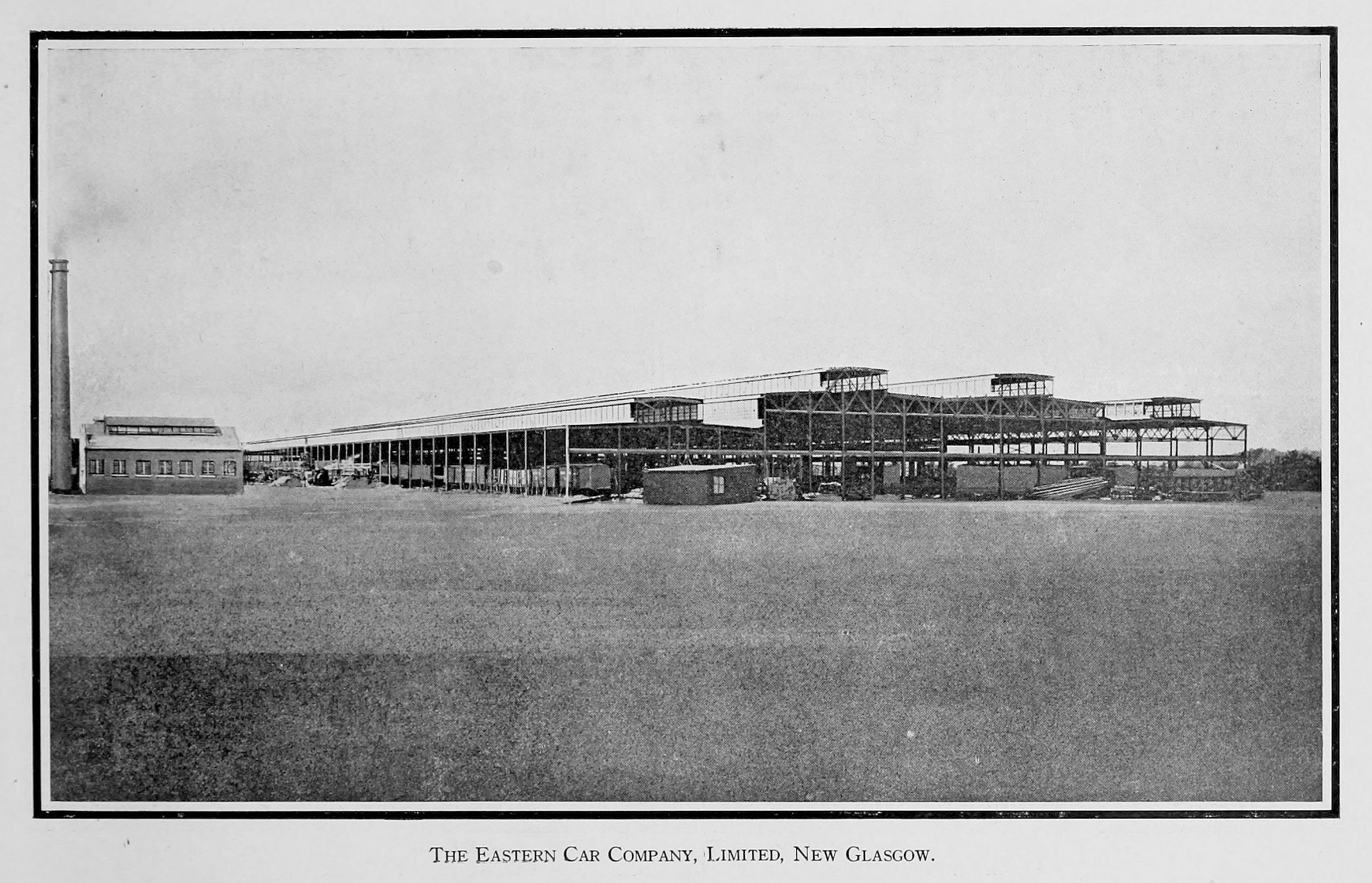
Ansicht der noch im Bau befindlichen Fabrikanlagen

Die Eastern Car Company Limited wurde 1912 als Tochtergesellschaft der Nova Scotia Steel and Coal Company (SCOTIA) in Trenton gegründet.
Den ersten Auftrag über 2000 gedeckte Güterwagen bekam das Unternehmen 1913 von der Grand Trunk Railway. Bald folgten Bestellungen von vielen großen kanadischen Eisenbahngesellschaften.
1915 sicherte sich das Unternehmen einen Exportauftrag über rund 8000 Güterwagen für das zaristische Russland. Es konnten aber nicht alle Wagen ausgeliefert werden, da aufgrund der Revolution in Russland ab einem bestimmten Zeitpunkt keine weiteren Lieferungen mehr möglich waren. Viele Wagen die am Hafen von Saint John auf ihre Verschiffung warteten, wurden später als Schrott verkauft. Ebenfalls 1915 bestellte die Französische Staatsbahn (ETAT) 1000 gedeckte Güterwagen. Dafür richtete die Eastern Car Company extra eine eigene Werkstatt in La Garenne in der Nähe von Paris ein, später folgte eine zweite in Tours. Die Einzelteile der Wagen wurde aus Kanada dorthin verschifft und die Wagen wurden in den beiden Werkstätten von Kriegsgefangenen fertig zusammengebaut. Fünf kanadische Mitarbeiter überwachten vor Ort den Zusammenbau. Insgesamt wurden 3000 gedeckte und offene Güterwagen für die ETAT gebaut. Baugleiche Wagen entstanden damals auch bei der Canadian Car and Foundry.
In den späten 1920er Jahren fusionierte die Muttergesellschaft, die SCOTIA, mit ihrem Konkurrenten, der Dominion Steel and Coal Company (DOSCO) in Sydney zur Dominion Steel & Coal Corporation. 1957 wurde dieses Unternehmen von der Avro Canada übernommen, die wiederum 1962 mit ihrer britischen Muttergesellschaft in die Hawker-Siddeley-Gruppe verschmolzen wurde. 1988 kaufte Lavalin Industries die Waggonfabrik. Nachdem Lavalin 1991 in finanzielle Schwierigkeiten geraten war, übernahm im Januar 1992 die Provinzregierung von Nova Scotia das Werk und betrieb es bis Februar 1995, während man auf der Suche nach einem neuen Eigentümer war. Im März 1995 kaufte die US-amerikanische Wagenbauanstalt The Greenbrier Companies das Werk. Am 4. April 2007 gab Greenbrier bekannt, dass das Werk geschlossen wird, sobald alle Aufträge abgeschlossen sind. Genau einen Monat später am 4. Mai 2007 um 16 Uhr endete in Trenton die letzte Schicht.
Zwischen 1912 und 1980 wurden über 115.000 Güterwagen produziert. Von Anfang an wurden nur Güterwagen und niemals Personenwagen gefertigt.
2010 kamen die Fabrikanlagen in Trenton in den Besitz der südkoreanischen Daewoo Shipbuilding & Marine Engineering. Das Unternehmen begann damit dort Windkraftanlagen zu produzieren. 2016 wurde das Werk jedoch endgültig geschlossen.
In Teilen der früheren Produktionsanlage befindet sich seit 2021 ein Hersteller von Fertighauselementen in Holzbauweise.

## Galerie

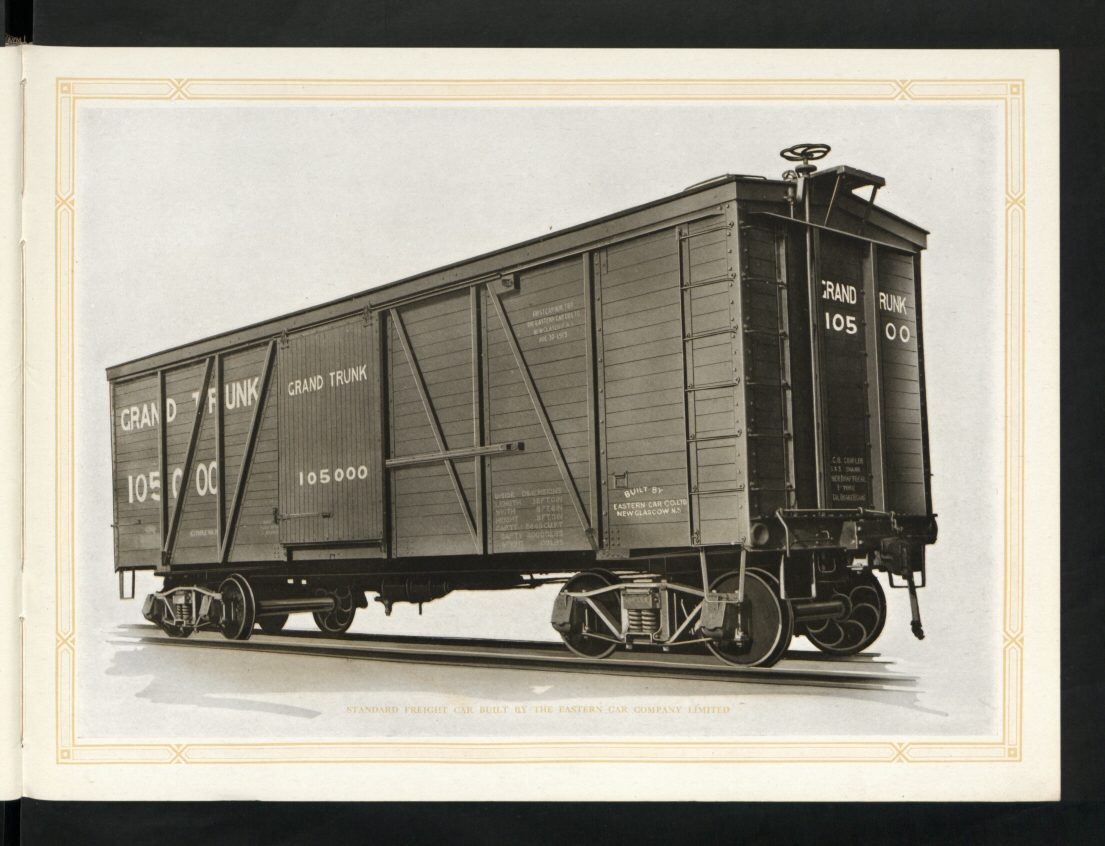
Güterwagen der Grand Trunk Railway, gebaut 1913
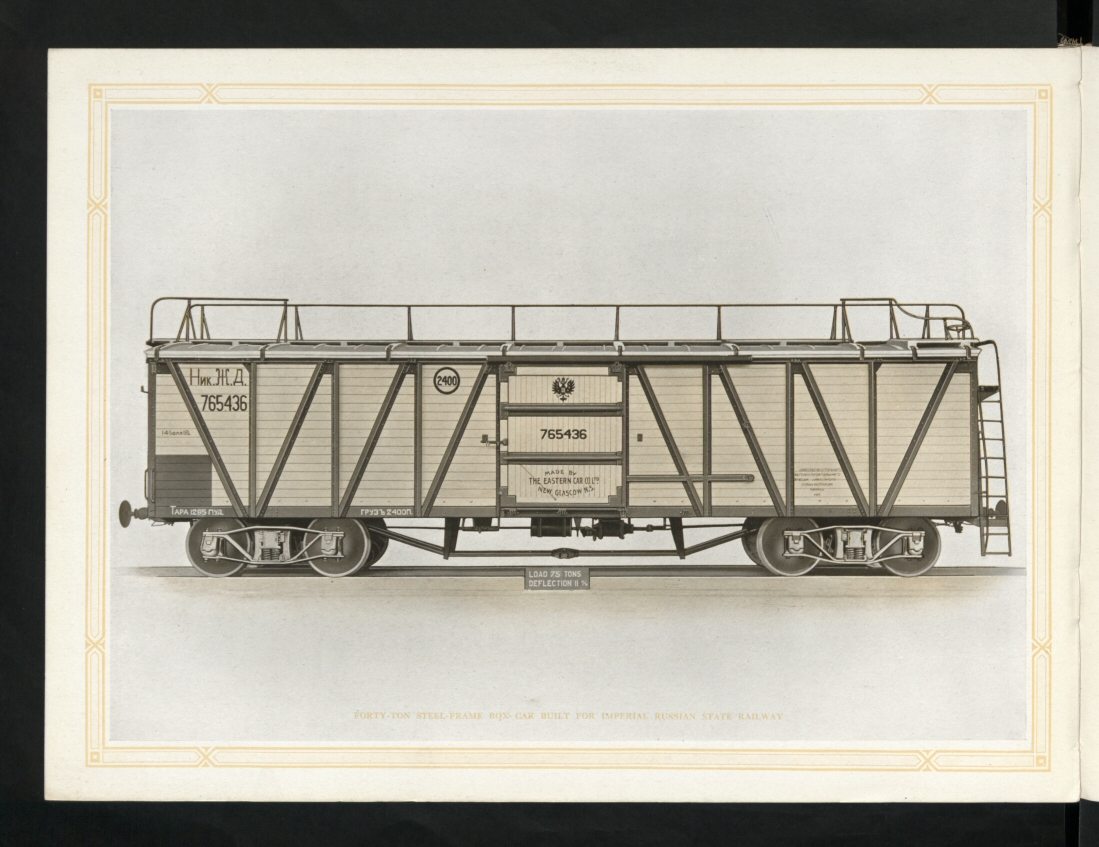
Werkfoto der russischen Güterwagen aus dem Katalog von 1916
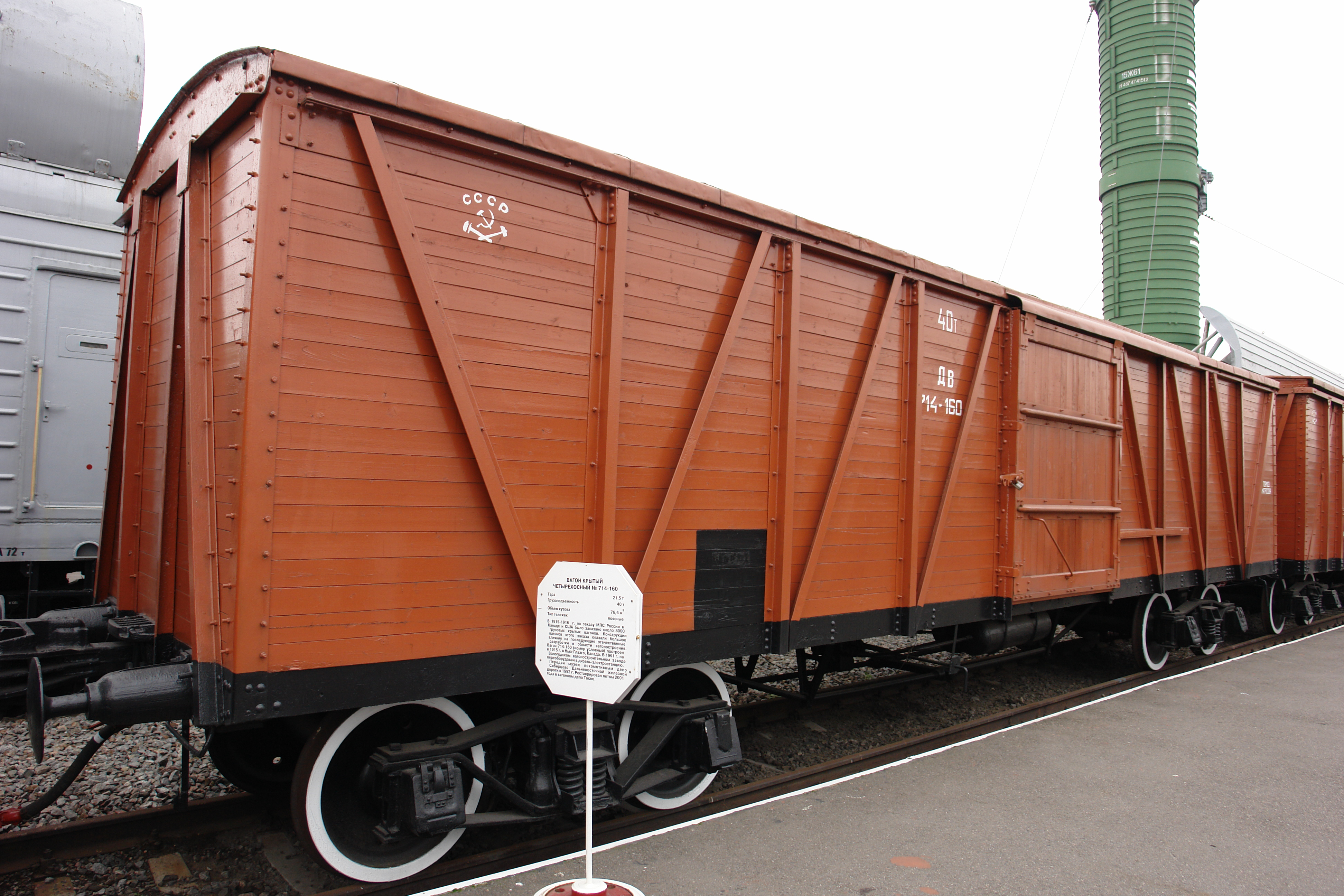
Erhaltenes Exemplar der russischen Güterwagen im Russischen Eisenbahnmuseum in Sankt Petersburg
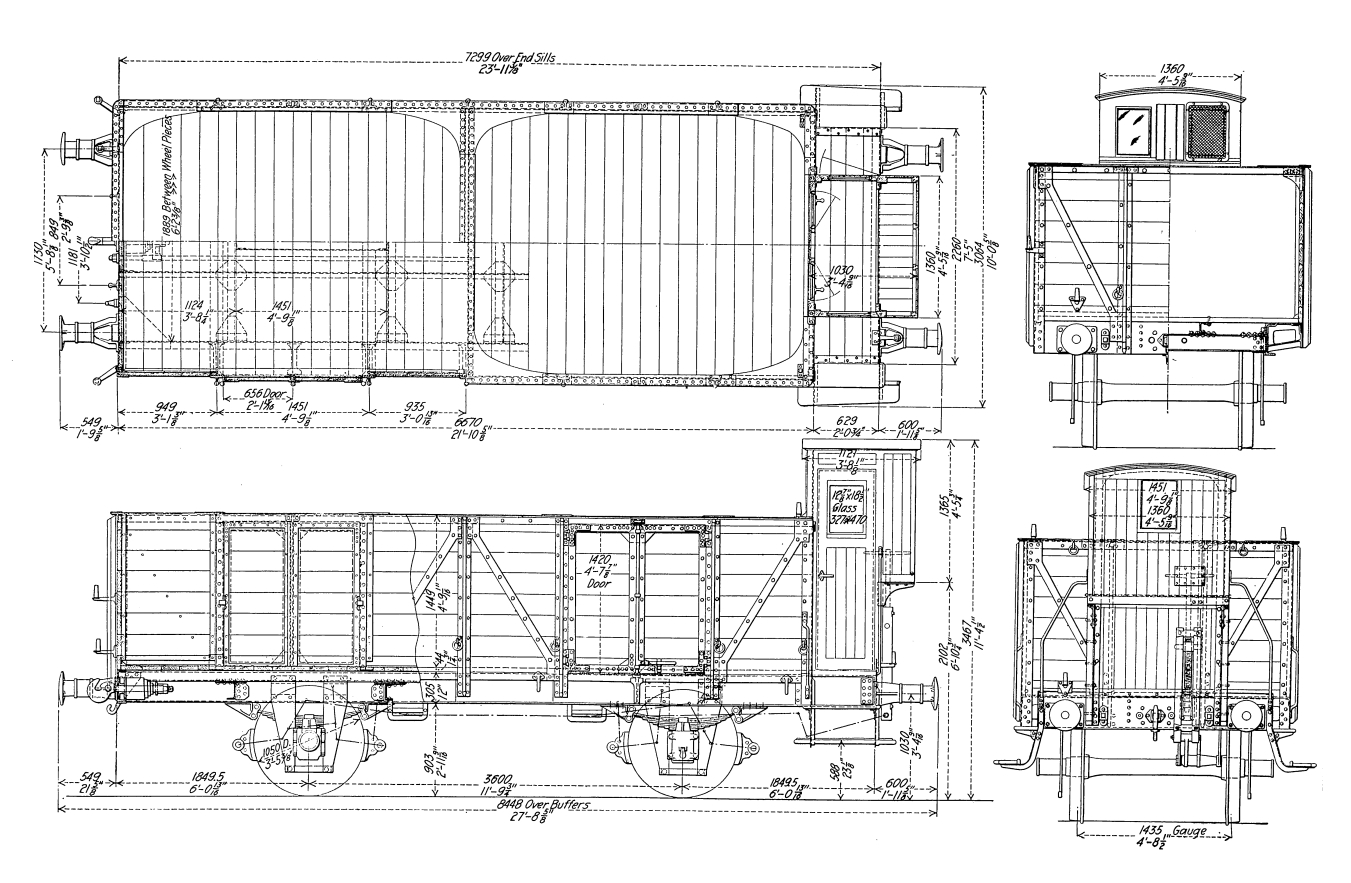
Offener Güterwagen für die französischen Staatsbahnen, ab 1916